# Franz Völker (Geistlicher)
Franz Völker (* 25. Januar 1912 in Birkendorf; † 20. August 2007 in Mannheim) war ein deutscher römisch-katholischer Pfarrer. Monsignore Völker war Ehrendomherr und Stadtdekan von Mannheim.

## Leben
Franz Völker wuchs in Mahlberg auf. Zwischen 1932 und 1938 studierte er Philosophie und Katholische Theologie. 1938 wurde er durch Erzbischof Conrad Gröber zum Priester geweiht. Nach mehreren Vikarstationen, unter anderem an der Unteren Pfarrei St. Sebastian wurde er 1945 zum Rektor des Caritasverbands Mannheim ernannt. 1953 wechselte er als Pfarrer an die Pfarrei St. Ädigius in Mannheim-Seckenheim. Von 1970 bis 1985 war er Pfarrer an der Heilig-Geist Kirche und gleichzeitig bis 1982 Dekan des Stadtdekanats Mannheim. Von 1973 bis 1985 amtierte er gleichzeitig als Vorsitzender der Katholischen Gesamtkirchengemeinde.
Nach den ersten Jahren beim Mannheimer Caritasverband, die der Bewältigung der Nachkriegsnot gewidmet waren, baute Franz Völker die katholische Sozialarbeit in Mannheim maßgeblich mit auf. Bis 1990 blieb er Vorsitzender des Caritasverbands Mannheim. Er schuf in dieser Zeit zahllose soziale Einrichtungen, die weiterhin bestehen. Er setzte sich für den Wiederaufbau der katholischen Jugend- und Altenheime ein und war Initiator der fünf katholischen Sozialstationen in Mannheim. Das Albert-Stehlin-Haus wurde ein Wohnheim für Männer. In D 7, 5 richtete er eine Psychologische Beratungsstelle für Eltern, Kinder und Jugendliche ein. Für psychisch kranke Menschen ließ er das St. Annahaus „Am Sandrain“ bauen. Unter seiner Obhut wurden die Caritas-Altenpflegeheime Maria Frieden, das Joseph-Bauer-Haus und St. Josef in Buchen-Waldhausen angeschafft, dazu ein Haus für betreutes Wohnen alter Menschen, der heutigen Franz-Völker-Stiftung. Neben der Einrichtung der beiden Kindergärten Mirjam und St. Michael schuf Monsignore Völker zahlreiche Sozial- und Beratungsdienste in Mannheim für wohnungslose Menschen, Migranten, Suchtkranke, Schuldner und Familien. Dabei galt sein Augenmerk auch immer der Ökumene. Gemeinsam mit den anderen Stadtkirchen brachte Franz Völker ökumenische Einrichtungen, wie beispielsweise die Telefonseelsorge, auf den Weg.
1985 trat er in den Ruhestand, blieb aber weiter aktiv und gründete 1995 die Monsignore-Franz-Völker-Stiftung.

## Ehrungen
1972 wurde er zum Geistlichen Rat, 1975 zum Ehrendomherr des Freiburger Domkapitels ernannt. 1979 ernannte ihn Papst Johannes Paul II. zum Monsignore und er erhielt das Bundesverdienstkreuz am Bande. 1982 verlieh ihm die Stadt Mannheim den Ehrenring für seine Verständigung zwischen den Konfessionen sowie den christlich-jüdischen Dialog. Die Partnerstadt Toulon verlieh ihm 1984 die Medaille d´Or.